# Alegerile regale în Polonia

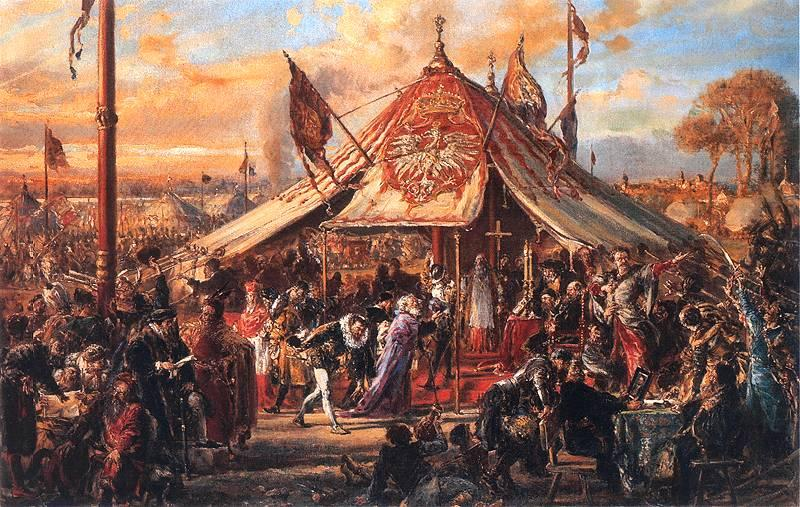
Prima alegere regala poloneză a lui Henryk Walezy în 1573. Tablou de Jan Matejko.

Alegerile regale în Polonia (în poloneză: wolna elekcja, în latină „electio Regis libera”) însemnau alegerile individuale ale regilor poloni. Bazate pe tradiții care datau de la începutul statalității poloneze și consolidată în timpul dinastiilor Piast și Jagiellon, au ajuns la forma lor finală în perioada Comunității polono-lituaniene, între anii 1572 și 1791. Acest stat a devenit o monarhie electivă, în care ereditatea coroanei a fost până la urmă complet eliminată.
Alegerile libere au fost eliminate de către Constituția de la 3 mai 1791.

## Istoria
Tradiția de a alege domnitorul țării, atunci când nu exista nici un moștenitor cu drepturi clare la tron sau când era necesară confirmarea numirii moștenitorului regal, datează de la începutul statalității poloneze. Există tradiții populare despre alegerea care ar fi avut loc în secolul al IX-lea a fondatorului semilegendar al primei familii poloneze regale, Piast Kołodziej din Dinastia Piast, și o alegere similară a fiului său, Siemowit, însă sursele din acea vreme sunt foarte rare și este greu de estimat dacă aceste alegeri au fost mai mult decât o formalitate. Privilegiul electoral exercitat în timpul adunărilor, a fost de obicei limitat la cei mai puternici nobili (magnații) sau funcționari, și a fost puternic influențat de tradiția și puterea domnitorului.

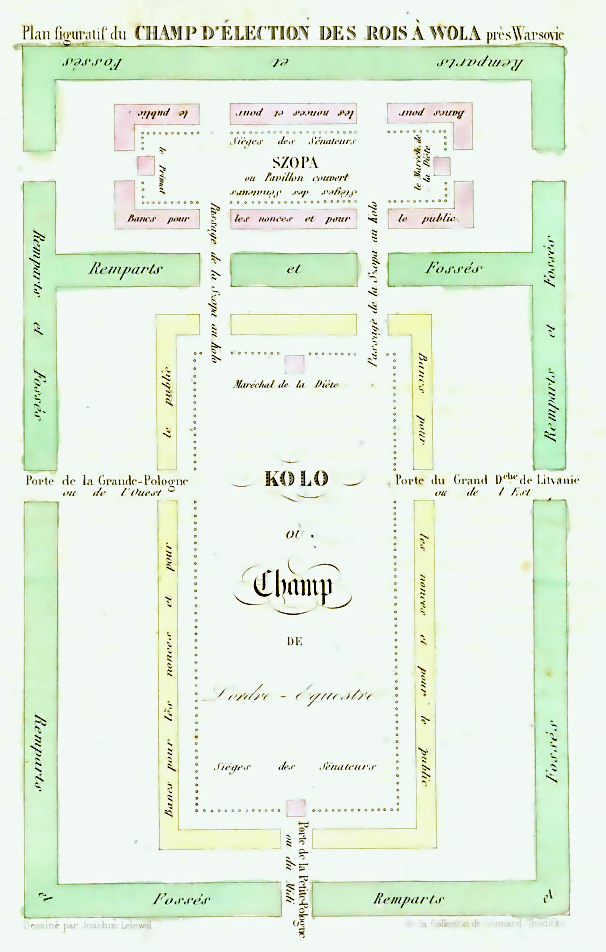
Planul taberei electorale de la Wola, lângă Varșovia.

Tradiții în acest domeniu au dus la discrepanțe între diferitele regiuni ale Poloniei în timpul epocii primilor Piaști În Ducatul Mazoviei a dominat principiul ereditar, în timp ce în Ducatul Cracoviei alegerile au devenit tot mai importante; în alte provincii, cele două elemente se combinau. În secolele al XII-lea  și al XIII-lea, întrunirea adunării electorale limita participarea la nobilii de rang înalt și a dregătorilor oficiali. Reunirile general poloneze wiec ale înalților dregători  din anii 1306 și 1310 pot fi considerate ce precursoare ale Seimului general (parlamentul polonez).
Alegerile erau un mijloc de întărire a puterii nobilimii electoare, atunci când pretendentul la coroană trebuia să-și ia față de aceasta obligații în cazul care va fi ales. Primul care a procedat așa a fost regele Vaclav al II-lea în Boemia, prin așa numitele Privilegii din Litomyšl din 1291. Pentru cei mai mulți regi din dinastia Piast, electorii au ales de obicei monarhi din această dinastie, conform crtieriului ereditar. Aceasta a luat sfârșit odată cu moartea fără moștenitori a ultimului membru din linia principală Piaștilor poloni, Cazimir cel Mare, în 1370.
Printr-un precedent de alegeri libere de către nobili, a fost ales ca succesor al lui Cazimir, nepotul său, Ludovic I al Ungariei, din dinastia Anjou,  aceasta ca urmare a unui acord dintre răposatul rege și nobilime, cunoscut ca Privilegiile de la Buda. Ludovic însuși nu a avut fii, ceea ce a creat o nouă dilemă în procesul de  succesiune la tron. Într-o încercare de a asigura tronul Poloniei pentru urmașii săi, Ludovic a reunit pe nobilii poloni și le-a solicitat aprobarea pentru instalarea uneia dintre fiicele sale ca regină domnitoare a Poloniei în schimbul concesiilor stabilite prin așa numitele  Privilegii de la Koszyce din 1374

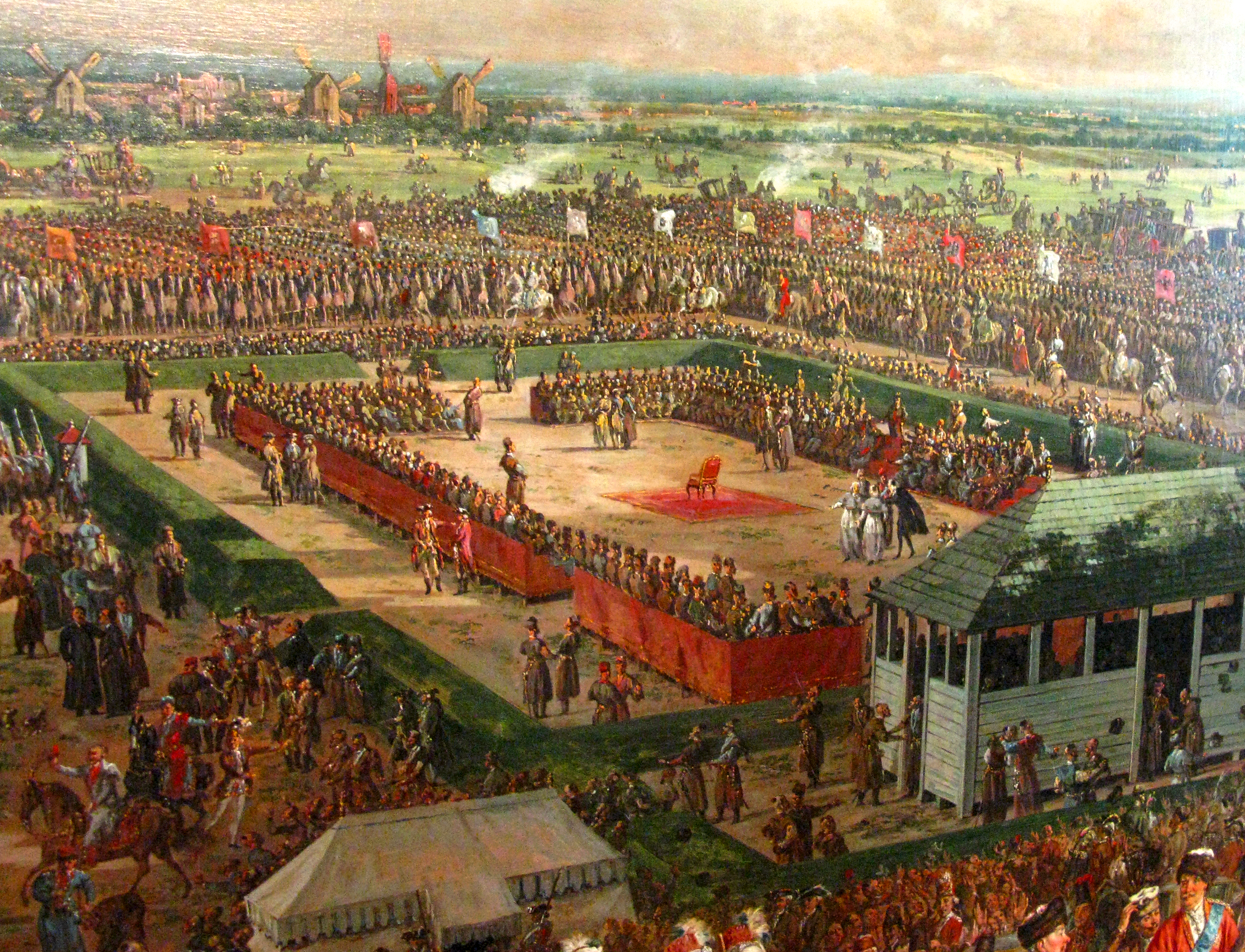
Alegerea lui Stanisław August Poniatowski în 1764

În următoarele alegeri a regelui polonez care au avut loc în 1386, a fost ales Vladislav Jagello, Mare Duce al Lituaniei, care avea să fie primul rege al celei de-a doua dinastii a Poloniei. Vladislav a fost ales ca rege după căsătoria cu fiica lui Ludovic I, Jadwiga de Anjou, dar fără a avea la început vreo promisiune că dinastia lui va fi menținută la putere. El a trebuit să confirme noi   privilegii pentru nobilime, pentru a avea garanția că după moartea sa, unul dintre fii săi va moșteni tronul. Candidații la tron urmau sa fie aleși de către consiliul regal, iar delegații nobililor și ai orașelor urmau sa confirme alegerea în timpul Seimului. Principiul de alegere a continuat să fie aplicat de-a lungul celor două secole de domnie a dinastiei Jagiellonilor, deși la fel ca în vremurile Piaștilor, el se limita la o simplă confirmare a moștenitorului ereditar. Tipul de monarhie din Polonia în acea perioadă putea fi descris ca monarhie ereditară cu o legislatură electorală. Era un motiv major pentru care nobilimea poloneză a dorit să păstreze uniunea polono-lituaniană, de vreme ce Jagiellonii erau conducătorii ereditari ai Marelui Ducat al Lituaniei. Cu toate acestea, sub pretextul de a avea posibilitatea de a alege, care era foarte importantă pentru nobilime, în 1530, Sigismund I a încercat să obțină tronul ereditar pentru fiul său de numai zece ani, acest fapt provocând o criză politică, iar parlamentul polonez a decis ca nici un nou rege nu poate fi ales în timpul vieții prodecesorului său (acest lucru a devenit cunoscut în politica poloneză ca rege vivente). 
În 1572, dinastia Jagiellon a Poloniei a dispărut după moartea fără succesor a regelui Sigismund al II-lea August. În timpul interregnumului, anxietatea pentru siguranța Comunității a dus în cele din urmă la acorduri între clasele politice, care în așteptarea alegerii unui nou rege, au ales ca autoritatea supremă să fie exercitată de către Biserica Romano-Catolică, în calitate de interrex și de către confederațiile speciale a nobililor care să-și asume puterea în regiunile respective ale țării. Cea mai importantă decizie a fost ca următorul rege să fie ales prin alegeri elective, ai cărui termeni au fost în cele din urmă stabiliți la o convocare a Seimului, în 1573. La inițiativa nobilimii poloneze de sud, sprijiniți de Marele Cancelar al Coroanei și de hatmanul Jan Zamoyski, alegerile au avut loc în rândurile șleahtei de sex masculin. Orice nobil catolic ar fi putut să candideze la alegeri, însă de fapt numai membrii bogați și puternici din dinastiile străine sau magnații Comunității aveau o șansă serioasă pentru examinare. Odată cu alegerea primului rege al perioadei de alegeri libere, acestea și-au format forma finală care avea să rămână stabilă pentru următoarele două secole.
În special în secolele XVII și XVIII, instabilitatea politică a alegerilor a dus la numeroși scriitori politici care au sugerat schimbări majore ale sistemului, mai ales pentru a limita alegerile doar pentru candidații polonezi (acest lucru a devenit cunoscut sub numele de alegerile unui Piast). Nici unul dintre aceste proiecte de reformă nu a ajuns să fie realizat, până la eliminarea alegerilor de către Constituția de la 3 mai 1791.

## Procedura
Trei Seimuri speciale s-au ocupat de procesul de alegeri regale în perioada interregnumului. Aceastea au fost:
- Convocarea Seim. Acest Seim era chemat de un deces sau de o abdicare a unui rege de către Întâistătătorul Poloniei. Deputații s-au concentrat pe stabilirea datelor și regulilor speciale pentru alegere (în special de pregătire a Pactei Conventa, privilegii pentru a fi jurate de rege) și ocrotirea candidaților. Acest Seim avea să țină pentru două săptămâni.

- Seimul electoral, în care nobilimea vota pentru candidatul la tron. Acest Seim a fost deschis pentru toți membrii nobilimii care doreau să asiste, și ca atare, ei s-au adunat de multe ori în număr cât mai mare decât Seimurile obișnuite. Numărul exact de participanți nu a fost înregistrat, însă se estimează că variau de la 10.000 la peste 100.000. Ulterior, votul putea dura zile întregi (în 1573 a fost înregistrat că au avut nevoie de patru zile), însă întregul Seim avea să dureze șase săptămâni. Pentru a face față numărului crescut, aceste Seimuri au avut loc în Wola, un sat din apropierea Varșoviei. Candidații regali erau excluși de la participare, dar li s-au permis să trimită reprezentanți. Nobilii participanți își discutau preferințele înainte de a participa la alegeri, dar de multe ori s-a ajuns la o dezbatere aprinsă, care dura zile întregi, și la ocazii care au dus la lupte. Norman Davies notează că în 1764, atunci când doar 13 alegători au fost uciși, alegerile au fost declarate neobișnuit de liniștite.

- Seimul de încoronare. Acest Seim a avut loc la Cracovia, unde ceremonia de încoronare era deținută în mod tradițional de  Întâistătător, care renunța la puterile sale pentru regele ales. Acest  Seim dura două săptămâni. În timpul Seimului de încoronare, regele ales oferea diverse ceremonii și formalități, cum ar fi jurământul de susținere a Pactei Conventa și a articolelor Henricane. Încoronarea în sine avea loc la Catedrala Wawel. Au existat două excepții: încoronarea la Varșovia a lui Stanislav Leszczyński și a lui Stanislaw August Poniatowski.

## Influența
Alegerile au jucat un rol important în reducerea puterii monarhului și au fost un factor important în prevenirea ascensiunii  unei monarhii absolute în Comunitate. Una dintre dispozițiile Pacei Conventa includea dreptul de revoluție pentru nobilime, în cazul în care considerau că regele nu adereaza la legile statului.
Introducând în același timp o procedură diplomatică, în practică, alegerile libere au contribuit la ineficiența guvernului Comunității. Alegerile deschise pentru toți nobilii au însemnat că magnații care puteau exercita un control semnificativ asupra maselor nobile sărace, ar fi putut să exercite mai multă influență asupra alegerilor. Alegerile au încurajat, de asemenea, amestecul dinastiilor străine în politica internă poloneză. În cazul în care magnații nu puteau ajunge la un acord, doi candidați se proclamau regi și erupeau războaiele civile (Războiul polonez de succesiune din 1733-1738 și Războiul polonez de succesiune din 1587-1588, cu conflicte la scară mai mică în 1576 și 1697). În ultimii ani ai Comunității, alegerile regale au crescut și erau văzute ca o sursă de conflicte și instabilitate, devenind un simbol al anarhiei.

## Lista alegerilor
În perioada Comunității polono-lituaniene, au avut loc 10 alegeri în Polonia (compuse din convocare, electorale și încoronare a Seimului), rezultând la ridicarea de 11 regi.
| Seimul de convocare | Seimul electoral | Seimul de încoronare | Regi aleși (naționalitate, domnie)                         | Note |
| ------------------- | ---------------- | -------------------- | ---------------------------------------------------------- | --- |
| ianuarie 1573       | aprilie 1573     | februarie 1574       | Henric al III-lea al Franței (Francez, 1573–1574)          | Primul rege ales al Comunității. A abdicat pentru a prelua tronul Franței                                                                |
| august 1574         | noiembrie 1575   | martie 1576          | Ștefan Báthory (Ungur, 1576–1586)                          | |
| februarie 1587      | iunie 1587       | decembrie 1588       | Sigismund al III-lea Vasa (Suedez, 1587–1632)              | |
| iunie 1632          | septembrie 1632  | februarie 1633       | Vladislav al IV-lea Vasa (1632–1648)                       | Fiul lui Sigismund al III-lea. |
| iulie 1648          | octombrie 1648   | ianuarie 1649        | Ioan Cazimir al II-lea Vasa (1648–1668)                    | Fiul lui Sigismund al III-lea și fratele lui Vladislav al IV-lea. A abdicat.                                                             |
| noiembrie 1668      | mai 1669         | octombrie 1669       | Mihail Korybut Wiśniowiecki (Polonez, 1669–1673)           | |
| ianuarie 1674       | aprilie 1674     | februarie 1676       | Ioan al III-lea Sobieski (Polonez,1674–1696)               | |
| august 1696         | mai 1697         | noiembrie 1697       | August al II-lea al Poloniei (Saxon, 1697–1706; 1709–1733) | Înlocuit temporar de Stanisław Leszczyński (Polonez, 1704–1709)                                                                          |
| aprilie 1733        | august 1733      | ianuarie 1734        | Stanisław Leszczyński (Polonez, 1733–1736)                 | Alegere disputată care a dus la un război civil câștigat de August al III-lea al Poloniei (Saxon, 1733–1763), fiul lui August al II-lea. |
| mai 1764            | august 1764      | decembrie 1764       | Stanisław August Poniatowski (Polonez, 1764–1795)          | Ultimul rege al Comunității. A abdicat.                                                                                                  |

## Vezi și
- Lista șefilor de stat ai Poloniei